# Scepter'd Isle
‘Scepter'd Isle’ est un cultivar de roses anglaises obtenu en 1989 et introduit au commerce en 1996 par l'obtenteur britannique David Austin. Il est issu du croisement ‘Wife of Bath’ × ‘English Heritage’, dans la « English Rose Collection ».
« Scepter'd Isle » est une expression tirée de la pièce de Shakespeare Richard II pour désigner l'Angleterre et que l'on peut traduire par « île porte-sceptre ».

## Description

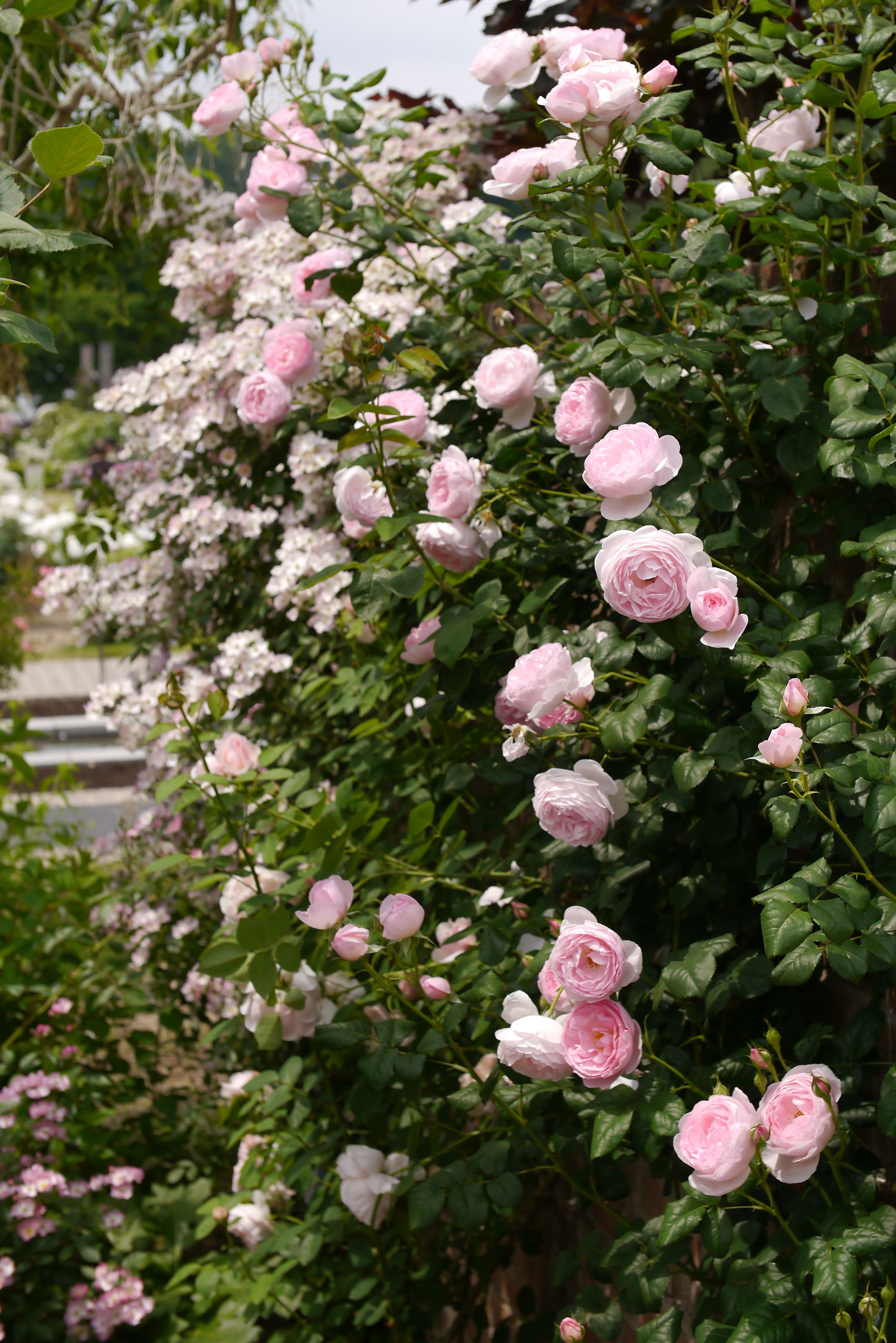
Rosier ‘Scepter'd Isle’ au Japon.

Ce rosier est une variété remontante donnant des fleurs à 45 pétales en coupe, de couleur rose pâle de 7 cm de diamètre et fortement parfumées aux nuances de myrrhe. Ses pétales extérieurs sont plus pâles. Son buisson aux feuillage vert foncé mat s'élève à 120 cm pour un étalement de 100 cm et peut même atteindre 185 cm de hauteur s'il est bien palissé.
Il a besoin d'être taillé début mars et donne une floraison extrêmement généreuse jusqu'au gelées.
Ce rosier peut facilement se cultiver en pot.
C'est depuis ses débuts une variété très répandue et plébiscitée par les catalogues internationaux, prisée pour son coloris délicat et raffiné et pour sa robustesse. Sa zone de rusticité est de 5b à 10b ; elle résiste donc à -23°.